# Göran Berlander
Göran Ingemar Berlander, född 7 maj 1961 i Lundby församling, Göteborg, är en svensk skådespelare.
Berlander gick ut Teaterhögskolan i Stockholm 1989.

## Filmografi
- 1990 – Fiendens fiende (TV-serie)
- 1991 – På öppen gata
- 1992 – Porco Rosso (röst)
- 1996–2000 – KaBlam! (TV-serie) (röst)
- 1998 – Babe – en gris kommer till stan (röst)
- 2000 – Det grovmaskiga nätet (TV-serie)
- 2001–2004 – Samurai Jack (TV-serie) (röst)
- 2002 – Beck – Sista vittnet
- 2002 – Välkommen till Tomas & Jill
- 2003 – Spy Kids 3-D: Game Over (röst)
- 2003 – Bionicle: Ljusets mask (röst)
- 2004 – Gustaf (röst)
- 2005 – Häktet (TV-serie)
- 2005 – Kommissionen (TV-serie)
- 2005 – Harry Potter och den flammande bägaren (röst)
- 2006 – Boog & Elliot – Vilda vänner (röst)
- 2007 – Bee Movie (röst)
- 2007 – Playa del Sol (TV-serie)
- 2008 – Berättelsen om Narnia: Prins Caspian (röst)
- 2008–2009 – Livet i Fagervik (TV-serie)
- 2010 – Kommissarie Winter (TV-serie)
- 2010 – Megamind (röst)
- 2011 – Hopp (röst)
- 2011 – Spy Kids 4D (röst)
- 2012 – Berättelsen om Pi (röst)
- 2015 – Minioner (röst)
- 2016 – Husdjurens hemliga liv (röst)

## Teater

### Roller (ej komplett)
| År   | Roll          | Produktion                                      | Regi            | Teater            |
| ---- | ------------- | ----------------------------------------------- | --------------- | ----------------- |
| 1990 |               | Revisorn (Ревизо́р, Revizór) Nikolaj Gogol       | Ragnar Lyth     | Boulevardteatern  |
| 1991 | Clive         | Stilla natt (Season's Greetings) Alan Ayckbourn | Jacob Nordenson | Boulevardteatern  |
| 1992 | Jörgen Tesman | Hedda Gabler Henrik Ibsen                       | Terje Mærli     | Örebro länsteater |

### Fotnoter
1. ↑  Avgångsklassen 1989, Stockholms dramatiska högskola, läs online, läst: 23 maj 2013.[källa från Wikidata]
2. ↑  Sveriges befolkning
1990:
Berlander, Göran Ingemar
3. ↑  ”Göran Berlander”. Svensk Filmdatabas. Arkiverad från originalet den 22 december 2020. https://web.archive.org/web/20201222224538/https://www.svenskfilmdatabas.se/sv/item/?type=person&itemid=174745. Läst 13 oktober 2012.
4. ↑  ”Avgångsklassen 1989”. stdh.se. Stockholms dramatiska högskola. Arkiverad från originalet den 4 maj 2014. https://web.archive.org/web/20140504135907/http://www.stdh.se/vara-studenter/skadespeleri/tidigare-studenter/studenter-1980-1989/avgangsklassen-1989. Läst 23 maj 2013.
5. ↑  Tove Ellefsen (26 februari 1990). ”Skamlöst med lust”. Dagens Nyheter:  s. 20. https://arkivet.dn.se/tidning/1990-02-26/55/20. Läst 11 maj 2024.
6. ↑  Tove Ellefsen (7 oktober 1991). ”Intelligent svart komik: Boulevardteatern firar tragisk engelsk jul”. Dagens Nyheter:  s. B4. https://arkivet.dn.se/tidning/1991-10-07/273/18. Läst 14 april 2018.
7. ↑  Tove Ellefsen (12 oktober 1992). ”Ståtlig Hedda skjuter skarpt”. Dagens Nyheter:  s. 15. https://arkivet.dn.se/tidning/1992-10-12/278/15. Läst 8 mars 2018 (via DN:s historiska arkiv).